# Theridion amarga
Theridion amarga là một loài nhện trong họ Theridiidae.
Loài này thuộc chi Theridion. Theridion amarga được Herbert Walter Levi miêu tả năm 1967.